# Artists in Love
Artists in Love è un documentario in dieci episodi prodotto da Sky Arts Production Hub, in onda nel 2016. In Italia viene trasmesso su Sky Arte HD.

## Il Format
La serie è composta da 10 documentari che raccontano altrettante storie d'amore tra pittori, musicisti, cantanti, ballerini e le loro muse. I documentari sono condotti da Samantha Morton. Ogni episodio racconta i luoghi in cui questi artisti sono nati e hanno vissuto. Le sconfitte, i successi e le loro storie d’amore sono raccontati attraverso materiali di repertorio, inediti o privati, foto e filmati originali.

## Episodi
- Johnny Cash e June Carter[5]
- Salvador Dalí e Gala[4]
- Pablo Picasso e Dora Maar[4]
- Amedeo Modigliani e Jeanne Hébuterne[4]
- Maria Callas e Aristotele Onassis[4]
- Richard Wagner e Cosima Liszt-d'Agoult[4]
- Marilyn Monroe e Arthur Miller[4]
- Frida Kahlo e Diego Rivera[4]
- Rudolf Nureyev e Erik Bruhn[4]
- Federico Fellini e Giulietta Masina[4]